# UAZ-452
Con il modello UAZ-452 la UAZ di Ul'janovsk introduce nel 1966 una nuova famiglia di veicoli promiscui a quattro ruote motrici, sostituendo il modello UAZ-450, prodotto dal 1958 al 1966 e anticipando gran parte della  meccanica successivamente utilizzata per la UAZ-469. 
Grazie alle sue doti di robustezza, versatilità ed economicità l'esercito sovietico acquistò una gran quantità di UAZ-452. Il veicolo, nelle sue numerose varianti, è tuttora molto comune nelle regioni più fredde e solitarie della Russia, dove i pezzi di ricambio posseduti anche dai piccoli rivenditori e la facilità di riparazione lo rendono avvantaggiato rispetto ai moderni veicoli stranieri. Il veicolo utilizza il telaio della RAF-977.

## Evoluzione
I veicoli prodotti tra il 1965 e il 1979 erano equipaggiati con frecce bianche, luci posteriori tonde. Nel 1979 le frecce si adeguano agli standard internazionali diventando gialle, mentre le luci posteriori diventano più grandi e squadrate.
Nel 1985 il modello UAZ-452 viene arricchito dalle versioni UAZ-39625, UAZ-3962, UAZ-3303, UAZ-3909 e UAZ-2206. Ancora una volta l'aggiornamento riguarda i gruppi ottici, il pannello del cruscotto, il tachimetro e i freni. Novità anche per il motore che cresce fino a 99 cavalli dai precedenti 78. 
Agli inizi del 2000 vengono montati nuovi sedili sulla versione 2206 (minibus) comprensivi di poggiatesta, mentre la versione UAZ-3303 pickup guadagna il fondo del cassone in metallo in sostituzione del legno. Con l'ultimo aggiornamento del marzo 2011, i modelli UAZ-39625, UAZ-3962 e UAZ-2206 ricevono il sistema ABS, il servosterzo, le cinture di sicurezza e l'aggiornamento delle emissioni al livello Euro-4.
La versione attualmente in produzione offre entrambi i sedili anteriori riscaldabili, predisposizione radio, nuovo quadro strumenti, motore 2,7 litri con potenza di 112 CV e classe di inquinamento Euro-5.

## Modelli in produzione
Il modello UAZ-452 viene prodotto nelle seguenti versioni:
- UAZ-2206 - Minibus da 6 a 11 posti;
- UAZ-22069 - Variante del UAZ-2206 a trazione integrale e motore potenziato;
- UAZ-3303 - Pickup a 2 posti;
- UAZ-3741 - Pickup con carico utile di 850 kg;
- UAZ-3909 - Furgone con 6 posti e carico utile da 450 kg;
- UAZ-3909i - Ambulanza militare;
- UAZ-3962 - Ambulanza civile;
- UAZ-39625 - Variante del 3909 con maggior piano di carico in quanto dotato di sedili rimovibili;
- UAZ-39094 - Pickup

## Riepilogo caratteristiche
|                             | UAZ-3303        | UAZ-3741        | UAZ-2206        | UAZ-3962        | UAZ-3909        | UAZ-390904      |
| --------------------------- | --------------- | --------------- | --------------- | --------------- | --------------- | --------------- |
| Numero di posti             | 2               | 2               | 8-11            | 8               | 7               | 5               |
| Numero di porte             | 2               | 4               | 4               | 4               | 4               | 3               |
| Lunghezza mm                | 4474            | 4440            | 4440            | 4440            | 4440            | 4440            |
| Larghezza mm                | 2100            | 2100            | 2100            | 2100            | 2100            | 2100            |
| Altezza mm                  | 2355            | 2101            | 2101            | 2101            | 2101            | 2355            |
| Peso massimo in kg          | 3070            | 2730            | 2790            | 2730            | 2830            | 3070            |
| Alimentazione               | Benzina         | Benzina         | Benzina         | Benzina         | Benzina         | Benzina         |
| Cilindrata in litri         | 2,7             | 2,7             | 2,7             | 2,7             | 2,7             | 2,7             |
| Velocità max km/h           | 115             | 127             | 127             | 127             | 127             | 127             |
| Consumo 90 km/h l/100 km    | 15,4            | 13,5            | 13,5            | 13,5            | 13,5            | 17              |
| Capacità serbatoio in litri | 50              | 77              | 77              | 77              | 77              | 50              |
| Cambio                      | Manuale 5 marce | Manuale 5 marce | Manuale 5 marce | Manuale 5 marce | Manuale 5 marce | Manuale 5 marce |
| Pneumatici                  | 225/75 R16      | 225/75 R16      | 225/75 R16      | 225/75 R16      | 225/75 R16      | 225/75 R16      |